# 쥐치
쥐치는 쥐치과의 물고기이다. 몸길이 30cm로 몸이 유달리 세로로 넓적하고 타원형에 가깝다. 피부는 단단하고 비늘은 작고 자잘한 가시가 있기 때문에 몸 표면은 융털모양을 띤다. 몸 빛깔은 청갈색인데 적홍색을 띠기도 하며 흑갈색의 불규칙한 얼룩무늬가 흩어져 있다. 서로 싸워서 이기면 몸빛이 더 검어지고 지면 연하게 된다. 주둥이는 뾰족하고 꼬리자루는 짧다. 개체에 따라서 수컷의 등지느러미 제2연조가 실 모양으로 연장되어 있어 이것으로 암수를 구별하기도 한다. 배지느러미의 뒤끝의 돌기는 위아래로 움직일 수가 있다.
전라남도 쥐치가 맛의 방주에 등재되어 있다.

## 생태
쥐치는 원래 열대성 물고기로 수심 20-50m, 17-18 °C의 암초지대에서 살며 거의 옮겨다니지 않으며 동작이 느리다. 산란기는 6-8월이고 수심 10m 정도의 모래 바닥으로 이동한다. 보통 때에는 느리게 움직이지만 먹이를 잡을 때에는 행동이 무척 빨라진다. 해파리ㆍ불가사리ㆍ갑각류·유공류 등을 먹는다. 치어는 해조 근처에서 유영하고 성장하면서 암초로 이동한다. 등과 배지느러미 등 수직지느러미를 파도모양으로 움직이며 이동한다. 밤에는 잠을 자는데, 이때 에너지를 줄이기 위해 주둥이로 산호나 딱딱한 줄기를 물고 몸을 지탱한다. 입모양이 쥐를 닮아서 쥐치라고 한다.

## 음식
한국에서는 포를 말려서(흔히 쥐포 또는 쥐치포라 함) 반찬 재료나 맥주 안주 등으로 쓴다.